# 住宅営団
住宅営団（じゅうたくえいだん）は、1941年（昭和16年）に設立され、全国規模で戦時下の住宅供給事業を行った営団。ポツダム宣言の受諾後の連合国軍最高司令官総司令部指令により閉鎖された。

## 概要
関東大震災（1923年）の義捐金で設立された同潤会の事業を引き継ぐ形で、1941年に設立された（同潤会は住宅営団発足とともに解散）。同潤会が東京・横浜を対象としていたのに対し、大阪、名古屋、仙台、広島等に支所を置き、全国規模で事業を行った。
初年度は労務者向けの住宅として3万戸の住宅建設を目標に事業が展開され、多くの借家が建設されたほか、同年10月11日には三鷹町上連雀で住宅営団初の分譲が行われた。
第二次世界大戦開戦直前の時期であり、大工などの技能者の確保が難しい状況となっていたため、新たな住宅建設と運営には様々な困難が伴った。このため住宅の広さを9坪、12坪、15坪までの3種に規格化、天井、床、壁をベニヤ板で枠型に作り上げて柱とボルトで組み合わせる工法（プレハブ工法、木製パネル式組立住宅の原型）が編み出されたほか、住宅の管理者には傷痍軍人（准尉上の将校）を採用し、差配型とならぬよう管理者学校で住宅管理や衛生などの諸法規や知識を2か月間（260時間）講習させた。また、西山卯三を中心に住宅問題の調査、研究が進められ、住み方調査や食寝分離の提案などが行われた。これらハード・ソフト両面の画期的な試みがなされたが、物資不足は如何ともし難く、ほとんど成果を上げることができないまま終戦を迎えた。終戦後は応急簡易住宅の建設を行った。

## 解散
戦時中は軍需関係の住宅建設が主体だったため、1946年（昭和21年）に連合国軍最高司令官総司令部（GHQ）の命令により解散を命じられた。
全国に散在する建設中の住宅、完成住宅の取扱いが問題となったが、建設中の住宅は戦災復興院が責任をもって完成させること、完成住宅は各府県に委譲する方針が決められた。さらに1947年3月末で工事を打ち切るよう指令があり、地方公共団体や日本復興建設株式会社などに工事を引き継ぎ、入居済み住宅は居住者への払下げを進めた。
残余資産を一括競売に掛け、落札資金により建財株式会社を設立。旧営団職員の一部は新会社に引き継がれた。建財株式会社は東京に本社、仙台、名古屋、大阪、広島、福岡に支店を置き、一般の建設事業、不動産事業を行うほか、住宅営団の債権回収、不動産の整理等を行った（横浜の同潤会アパートの管理等も行った）。
東京の同潤会アパートの多くは東京都が管理し、入居者への払下げが進められた。
同潤会と住宅営団は、1955年に設立される日本住宅公団の先駆的な役割を果たしたと言えるが、組織的に直接のつながりはない。

## 住宅地の建設
住宅営団が戦中・終戦直後の時期に建設した住宅地では、東京都区内では同潤会から引き継ぐ千住緑町、新宿区百人町住宅（後の通称越冬住宅）、東京都多摩地域では旧北多摩郡武蔵野町（現武蔵野市）の千川堀附住宅（現八幡町住宅地）吉祥寺野田町南・吉祥寺駅北方住宅（現緑町）、武蔵境上水北小金井公園東側住宅、旧大和村南街住宅など、飛行機工場の従業員用の住宅を多く供給した。
仙台市の川内追廻、埼玉県では蕨市稲穂作住宅、茨木住宅地、神奈川県内では古市場、上平間、新城駅前、新作高免、上大岡、六浦三艘、平塚浜岳、相模原、愛知県では明徳南部および北部住宅、中根住宅、本星、堤起、稲葉地、野立、三重県では四日市市常磐城東町、大阪府では堺市初芝住宅（東初芝住宅）、兵庫県では姫路市の野里、苫編、安田、町坪、飾磨恵美酒、中地、福岡県の富野住宅地などがある。
日本統治下の朝鮮においても、1941年6月には朝鮮総督府により朝鮮住宅営団が設立され、1945年まで京城府など朝鮮全土の主要都市で住宅建設を進めた。戦後は大韓住宅公社を経て、現在の韓国土地住宅公社となっている。

## おもな営団住宅地
（所在地名は戦後のもの）
- 川内追廻 - 宮城県仙台市
- 蕨穂保作住宅（三和町） - 埼玉県蕨市南町
- 新検見川花園住宅地 - 千葉県千葉市花見川区花園
- 若宮住宅営団内家屋 - 千葉県市川市
- 夏見台住宅地（夏見営団）-千葉県船橋市夏見4丁目の一部[7][8]
- 富久町住宅地 - 東京都新宿区富久町
- 三鷹台駅前住宅地 - 東京都杉並区久我山、三鷹台駅東方
- 千住緑町住宅地 - 東京都足立区千住緑町
- 仙川堀付住宅地 - 武蔵野市八幡町、中島飛行機
- 吉祥寺野田町南住宅地 - 武蔵野市吉祥寺北町、中島飛行機
- 武蔵境上水北住宅地 - 武蔵野市桜堤、中島飛行機
- 吉祥寺三鷹台住宅地 - 武蔵野市吉祥寺南町、三鷹台駅・立教女学院北方
- 三鷹山中住宅地 - 三鷹市上連雀、山中地区公会堂付近
- 東野住宅地 - 三鷹市深大寺、三鷹警察署東野交番周辺、中島飛行機三鷹研究所
- 曙住宅地 - 三鷹市上連雀、曙住宅バス停北方、中島飛行機他
- 三鷹上連雀住宅地 - 三鷹市上連雀、都営上連雀九丁目第二アパート東方
- 田無谷戸住宅地 - 西東京市谷戸、ひばりヶ丘駅南方、谷戸住宅バス停東側
- 田無北原・北原第一～第三住宅地 - 西東京市田無駅北東方、中島飛行機社宅
- 田無下宿舎 - 西東京市田無駅南西方
- 調布八雲台(国領北裏）住宅地 - 調布市国領駅北西方
- 調布上布田(天神前）住宅地 - 調布市調布駅北方
- 下石原住宅地 - 調布市調布駅北西方
- 狛江住宅地 - 狛江市狛江駅北方
- 国分寺多喜窪住宅地 - 国分寺市西国分寺駅南方、日本製鋼所
- 小平御上水南住宅地 - 小平市喜平橋南方、陸軍兵器補給廠小平分廠など
- 小平桜堤住宅地 - 小平市喜平橋南西方
- 小平桜上水営団住宅 - 小平市
- 小平仲宿営団住宅 - 小平市
- 南街住宅地 - 東大和市駅北方、東京瓦斯電気工業
- 東府中駅前住宅地 - 府中市東府中駅南方、日本製鋼所武蔵製作所・東芝車両製造所
- 立川錦町共同住宅地 -
- 立川羽衣町・羽衣町第二・立川高松町住宅地 - 西国立駅東方
- 昭和町中神 - 中神駅南方、現在分譲宅地
- 昭和上の原・上の原第二 - 昭島駅南東方、昭和飛行機工業
- 日野町豊田 - 日野市豊田駅南方、日野重工業
- 新原町田・町田第二 - 町田市町田駅北方
- 平塚海岸浜岳 - 神奈川県平塚市菫平、花水台外
- 稲葉地住宅地 - 愛知県名古屋市中村区
- 牛久保、東光、中野住宅地 - 愛知県豊川市、豊川海軍工廠
- 光音寺住宅地 - 愛知県名古屋市西区光音寺町、神戸製鋼
- 広路住宅地 - 愛知県名古屋市千種区、陸軍造兵廠千種工廠、現在千種公園
- 港栄住宅地 - 愛知県名古屋市港区、住友軽金属工業
- 荒尾住宅地 - 愛知県東海市、愛知製鋼
- 篠木住宅地 - 愛知県春日井市、陸軍造兵廠鳥居松工廠、現在王子製紙春日井工場
- 守山住宅地 - 愛知県名古屋市守山区、三菱重工
- 鷹来住宅地 - 愛知県春日井市、陸軍造兵廠鷹来工廠、現在春日井市総合体育館・名城大学農学部農場・パナソニックエコシステムズ・春日井市立鷹来中学校
- 中根住宅地 - 愛知県名古屋市瑞穂区
- 内浜住宅地 - 愛知県名古屋市瑞穂区、石川島播磨(名古屋造船)
- 日永住宅地 - 愛知県、陸軍製機廠
- 本宮(寛政)住宅地 - 愛知県名古屋市港区、住友軽金属工業
- 本星住宅地 - 愛知県名古屋市南区本星崎町
- 名月住宅地 - 愛知県、
- 明徳住宅地 - 愛知県名古屋市中川区、日本硝子・三菱重工・愛知時計・花川鉄工所・愛知化学
- 鳴海住宅地 - 愛知県名古屋市緑区、大同製鋼・名機製作所・石川島播磨(名古屋造船)
- 野立住宅地 - 愛知県名古屋市熱田区、陸軍造兵廠熱田工廠
- 弥富住宅地 - 愛知県、住友金属(鳴海製陶)・名機製作所・日本硝子
- 初芝住宅 - 大阪府堺市東区日置荘北町
- 園田住宅地 - 兵庫県尼崎市東園田
- 姫路野里住宅地 - 兵庫県姫路市
- 姫路苫編住宅地 - 兵庫県姫路市
- 姫路安田住宅地 - 兵庫県姫路市
- 姫路町坪住宅地 - 兵庫県姫路市
- 矢柄住宅 - 岡山県倉敷市、三菱重工社宅
- 早良口第1住宅地 - 福岡県福岡市早良区
- 早良口第2住宅地 - 福岡県福岡市早良区
- 姪浜住宅地 - 福岡県福岡市西区姪浜
- 銀水住宅地 - 福岡県大牟田市
- 富野住宅地 - 福岡県北九州市小倉北区下富野
- 城野住宅地 - 福岡県北九州市小倉南区
- 諏訪第1住宅地 -
- 諏訪第2住宅地 -
- 早岐住宅地 - 長崎県佐世保市
- 松高住宅地 - 熊本県八代市河原町 - 日本セメント松高工場他
- 緑山住宅地 -

## 歴代理事長
- 添田敬一郎:1941年4月22日 - 1945年10月24日
- 加藤恭平:1945年10月24日 -
- 池辺稲生:1946年5月29日 - 1946年12月23日解散

## 参考
- 住宅営団復刻資料刊行記念シンポジウム www.n-bunko.org/index0_1.htm  レター3号（1999.03.01）
- 幻の住宅営団戦時・戦後復興期住宅政策資料 目録・解題集 （日本経済評論社）復刻
- 戦時・戦後復興期住宅政策資料・住宅営団 全6巻
- 昭和の日本のすまい 西山夘三（西山夘三すまい・まちづくり文庫住宅営団研究会（2000）
- 『日本近現代都市計画の展開1868-2003』石田頼房　自治体研究社、(2004)
- 『「建築線」計画から地区計画への展開』石田頼房・池田孝之　東京都立大学都市研究センター、(1984)
- 『名古屋都市計画史』名古屋市計画局　(財) 名古屋都市センター、(1999)
- 住宅総合研究財団研究論文集 - 住宅総合研究財団 住宅営団による住宅地開発と* 証言日本の住宅政策 - 大本圭野
- 日本建築学会関東支部住宅問題部会（1990）：『東京の住宅地』日本建築学会．
- 秦郁彦編『日本官僚制総合事典：1868 - 2000』東京大学出版会、2001年。